# 网络孟乔森综合症
网络孟乔森综合症 是一种具有孟乔森综合征 (又名 对自身的做作性障碍)特点的精神障碍，患病者会假装 生病或有 心理创伤 来引起他人注意、同情和安抚。互联网孟乔森综合症患者通过在 聊天室、留言板和 因特网中继聊天 (IRC)中装病以博得关注。与网络自夸不同，该综合症患者并非以制造优质假身份来吸引异性注意并发展网上约会关系为目的，医学文献中将该症状描述为一种作一种对自身的做作性障碍。如果患者惯于声称自己的孩子或家人患有疾病，则为 对他人的做作性障碍 患者。由于互联网通讯是一个相对较新的功能，20世纪90年代才首次出现了一些报告，称一些用户通过将自己描绘成重病患者或暴力受害者来欺骗互联网论坛的其他用户。 心理学家马克·费尔德曼在1998年发现了这种心理障碍，他在2000年创造了“网络孟乔森综合症”一词。 该词不包括在第五版 《精神疾病诊断与统计手册》 (DSM-5)中。

互联网上更多提供医学文献的渠道、网络身份的匿名性和可塑性，以及为支持那些面临严重健康或心理问题的会员而建立的交流论坛的存在，都使得该障碍在网络场所的发展变得更加容易。一些备受关注的案例显示，在那些所谓的“重症患者”、“暴力受害者”或者在网上论坛上宣布自己死亡的人之间存在共同的行为模式。为了提供支持而创建的虚拟社区和一般的非医疗社区通常对所谓的受害者表示真正的同情和悲痛。但当患者的健康状况遭到怀疑或证实后，随之而来的舆论可能会导致网络社区中滋生不睦，一些社区会遭到破坏，其他社区中个体成员间的信任也会崩塌。

## 特点
2000年，马克·费尔德曼在《南方医学杂志》上发表的一篇文章中首次使用了“网络孟乔森综合症”一词。费尔德曼是阿拉巴马大学伯明翰分校的精神病学临床教授。虽然他在2000年时才命名了该症状，但他在1998年便已在《西方医学杂志》上与人合写了一篇关于该症状的文章，当时文中便采用了“做作性障碍”的说法。《精神病诊断与统计手册》：DSM-IV-TR (DSM)将做作性障碍 描述为一种心理障碍，涉及编造不存在的身体或心理疾病以赢得同情。患者编造自身患有这些疾病的目的并不是为了赚钱或作为借口，而是为了博得同情或控制他人。 这种人为的慢性失调症状通常被称为孟乔森综合征，该症状是根据鲁道夫•埃里希•拉斯佩所作的一本书命名的。这本书讲述了俄罗斯军队中的一名德国骑兵军官——孟乔森男爵 的冒险经历。如果看护者捏造孩子或年迈的父母患病，则被称为患有 对他人的做作性障碍，即代理型孟乔森综合症。
费尔德曼指出，网上的支助团体和可获得的大量医学信息使人能够通过讲述一系列令人痛苦的医学或心理问题来获得同情，而这种行为消费了人与人之前的理解，是对支助团体的误用。 专门讨论医疗或心理康复的交流论坛被建立起来为外行用户提供信息导航，并帮助用户理清冗杂的医疗流程。而社区通常是在这些论坛的基础上建立的，目的是通过分享信息以帮助其他用户。医学网站也变得很普遍，让非专业用户，即没有受过特殊医学训练的人也能理解相关文献。随着互联网交流的日益普及，大量用户开始放弃向医生和医院咨询医疗建议。费尔德曼指出，患有该障碍的患者之所以不寻求来自医护人员的关照而选择访问分享医疗经验的虚拟社区，是因为即使他们没在经历痛苦，也可以轻松获得来自其他不知情者的关注。通过假装病入膏肓，网民们可以从那些向患者提供支持的群体中得到同情。相反，专业的医疗人员由于时间有限、拥有更多的医学知识且诊断严谨，不太可能随意提供支持。

### 行为模式
疑似患有做作性障碍的人通常佯称自己患有身体疾病，或者正在从被 跟踪, 伤害, 骚扰和 性骚扰的创伤中恢复过来。一些行为本身暗示了真正问题之外的因素。在研究了21起欺骗案例后，费尔德曼列出了以下网络孟乔森综合症患者的常见行为模式。如下：
- 经常复制并讨论来自网站或教科书的医学文献。
- 所谓的患病时长和严重程度与患者的行为不符。费尔德曼举了一个例子：一个人非常详细地描述了他 感染性休克的经历，而发生这种情况发生的可能性微乎其微。
- 由于对某些疾病的特质有误解而夸大小病的症状。
- 病情不乐观并日益严重，却在而后“奇迹般”地恢复。
- 一个用户的帖子含有相互矛盾的信息或令人难以置信的说法。例如：某个论坛的其他用户可能会发现，某个用户一直在提供矛盾的患病或住院时间长短的信息。
- 当获得的关注和同情减少，该障碍患者可能会宣布发生了其他可怕的事件，包括亲密家庭成员患病或死亡。
- 当面对不足够的关注或同情时，将声称这是症状恶化或没有得到改善的原因。
- 拒绝互联网以外的联系，比如通话或接受访问，通常会以奇怪的理由拒绝接受这种联系。
- 宣布恶化的病情或不幸结果时带有奇怪的兴奋情绪，旨在获得即时反应。
- 其他论坛成员的帖子显示出相同的写作风格、拼写错误和语言特性，这表明患者在以虚构身份将对话引向他们希望的方向。 [1]

## 病因
费尔德曼在几次采访中表示，有人曾给他发邮件解释自己患有精神疾病以博得关注，但最终却暴露了他们只是在编造症状以愚弄医生的事实。对于迁延性案例，费尔德曼指出，之所以会做出这样的行为，是因为患者们“渴望呵护、同情、关爱和关心，但他们觉得无法以适当的方式获得”，而论坛成员的支持是鼓励他们继续这种行为的强大动力。 由于大部分患者存在操纵行为，患者通过控制他人以产生自己控制他人生活的错觉的需要和他们身上潜伏的人格障碍都十分明显。许多表现出做作性障碍的人渴望同情和支持，因为他们在儿童时期没有得到过这些东西。 2001年发表在 《村声》 上的一个故事中讲到，一位正在从做作性障碍中恢复的女性在回忆自己虚构病症的原因时说:“当我要做些什么来吸引医护人员和警察时，我的肾上腺素水平激增。 我觉得我上瘾了。 我当时并不明白这是在伤害自己。” 《纽约时报》的一篇文章中，一位为早产儿支助团体效力的心理学家说:“这样做的人需要一些东西。我不知道这是不是她在以另外一种方式一次又一次的获得某种心理需求。”
费尔德曼表示，虽然他与来自澳大利亚、加拿大、新西兰和英国的论坛成员保持联系，但网络孟乔森综合症的案例大多发生在美国。费尔德曼还表示，一个人在20至40岁之间时，最容易患该症状。
在《卫报》上发表的一篇文章中，  芝加哥伊利诺伊大学 的传播学教授史蒂夫·琼斯对凯茜·尼科尔一案发表了自己的看法。琼斯认为，互联网的匿名性使人们很难意识到别人在撒谎。“面对面交流至少提供了让人们鉴别对方身份的可能性，可是当线上身份不确定的时候，我们该如何处理社会关系?” 在线互动直到20世纪80年代才成为可能，并在近年逐步发展。在分析过几个网上欺骗的案例后,社会理论家 亚当·乔伊森 和贝茨·迪茨-乌勒尔在2002年的 《社会科学的计算机审查》 的文章中写到，互联网上的欺骗行为不该被草率定性。因为匿名性质的在线通信虽然为患者提供了肆无忌惮的机会和一定数目的关注者，但也允许真诚的用户更自由地表达自己、展示真实的自己。通常，网络欺骗包括篡改性别或优化个人形象。乔伊森和乌勒尔引用了《网络和网络对战》中的一章。文章提到，一些论坛的设立目的是允许其成员在网上聚会,为这些人提供“假装“和”演戏”的机会。而这种机会往往只有参加蒙面舞会或嘉年华的儿童和成人才能享受到。” 更确切的信息，例如年龄、地区、婚姻状况和职业也经常被在线更改，或以模糊的方式展示，以保护用户隐私，确保匿名性。

## 引用
1. 1 2 3  Feldman MD. . South. Med. J. July 2000, 93 (7): 669–72. PMID 10923952. doi:10.1097/00007611-200093070-00006.
2. ↑  . Western Journal of Medicine. Jun 1998, 168 (6): 537–540. PMC 1305082 . PMID 9656006.
3. ↑  Factitious disorders 的存檔，存档日期2011-07-24., Diagnostic and Statistical Manual of Mental Disorders: DSM-IV-TR (Psychiatry Online). Retrieved on July 28, 2009.
4. ↑  McDermott, Barbara E.; Leamon, Martin H.; Feldman, Marc D.; Scott, Charles L. Chapter 14. Factitious Disorder and Malingering: Factitious disorder （页面存档备份，存于）, Textbook of Psychiatry (Psychiatry Online). Retrieved on August 18, 2009.
5. ↑  Appendix B: Criteria Sets and Axes Provided for Further Study: Factitious disorder by proxy 的存檔，存档日期2011-10-01., Diagnostic and Statistical Manual of Mental Disorders: DSM-IV-TR (Psychiatry Online). Retrieved on August 18, 2009.
6. ↑  Shreve, Jenn (June 6, 2001). "They Think They Feel Your Pain" （页面存档备份，存于）, Wired.com. Retrieved on July 28, 2009.
7. ↑  Stephenson, Joan. . Journal of the American Medical Association, 280:1297. October 21, 1998  [July 28, 2009]. （原始内容存档于December 15, 2004）.
8. ↑  Grady, Denise (April 23, 1998)."Faking Pain and Suffering In Internet Support Groups" （页面存档备份，存于）, The New York Times, Retrieved on July 28, 2009.
9. 1 2  Swains, Howard (March 25, 2009). "Q&A: Munchausen by Internet" （页面存档备份，存于）, Wired.com. Retrieved on July 28, 2009.
10. ↑  Russo, Francine (June 26, 2001). "Cybersickness: Munchausen by Internet Breeds a Generation of Fakers" （页面存档备份，存于）, The Village Voice. Retrieved on July 28, 2009.
11. ↑  Johnson, Bobbie (May 28, 2001)."The Short Life of Kaycee Nicole" （页面存档备份，存于）, The Guardian. Retrieved on July 28, 2009.
12. ↑  See also: Jones, Steve Computer-Mediated Communication and Community: Introduction Archive.today的存檔，存档日期1999-08-24: Introductory chapter to CyberSociety (1995), Sage Publications. Retrieved on August 16, 2009.
13. ↑  Joinson, Adam; Dietz-Uhler, Beth (2002). "Explanations for the Perpetration of and Reactions to Deception in a Virtual Community", Social Science Computer Review, 20, pp. 275–289.
14. ↑  See also Danet, B., Ruedenberg, L., & Rosenbaum-Tamari, Y. (1998). " 'Hmmm ... Where’s that smoke coming from?' Writing, Play and Performance on Internet Relay Chat. In F. Sudweeks, M. McLaughlin, & S. Rafaeli (Eds.), Network and Netplay: Virtual Groups on the Internet (pp. 41-76). Cambridge, MA: MIT Press.
15. ↑  Caspi, Avner; Gorsky, Paul (November 1, 2006). "Online Deception: Prevalence, Motivation, and Emotion", CyberPsychology & Behavior, 9, pp. 54–59. PMID 16497118